# Filles du Calvaire (Métro Paris)

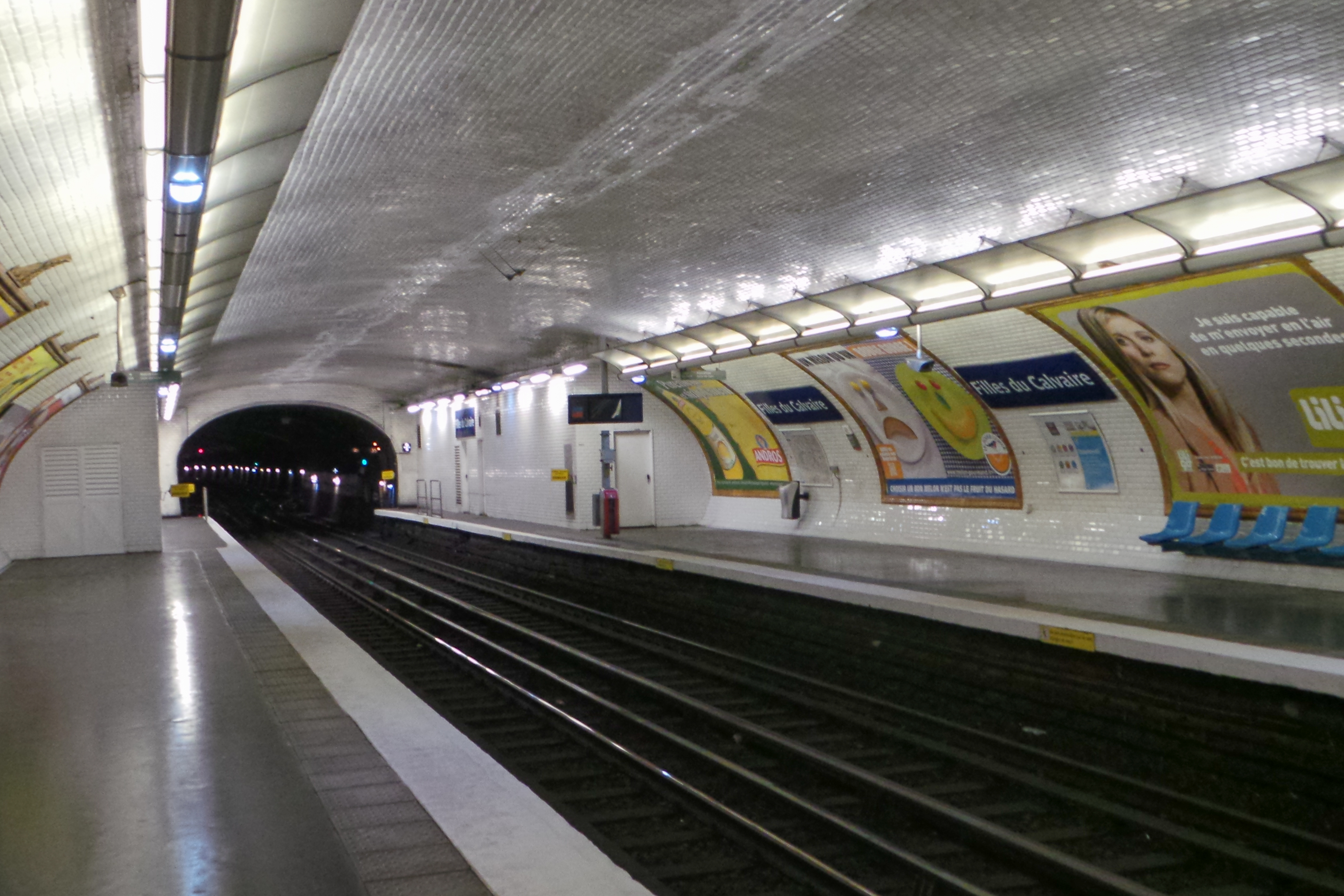
Blick in Richtung der Abstellanlage

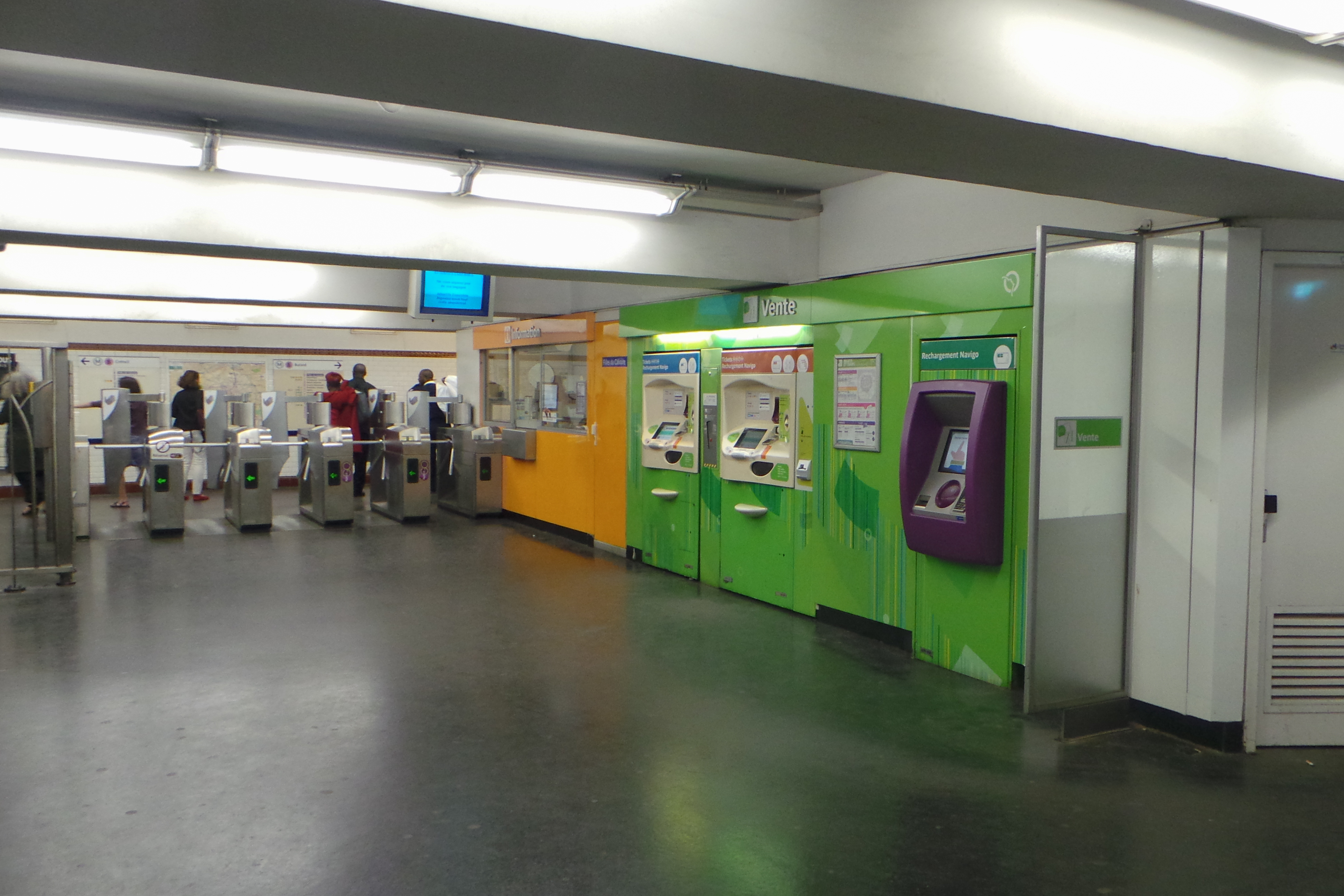
Zugangsbereich

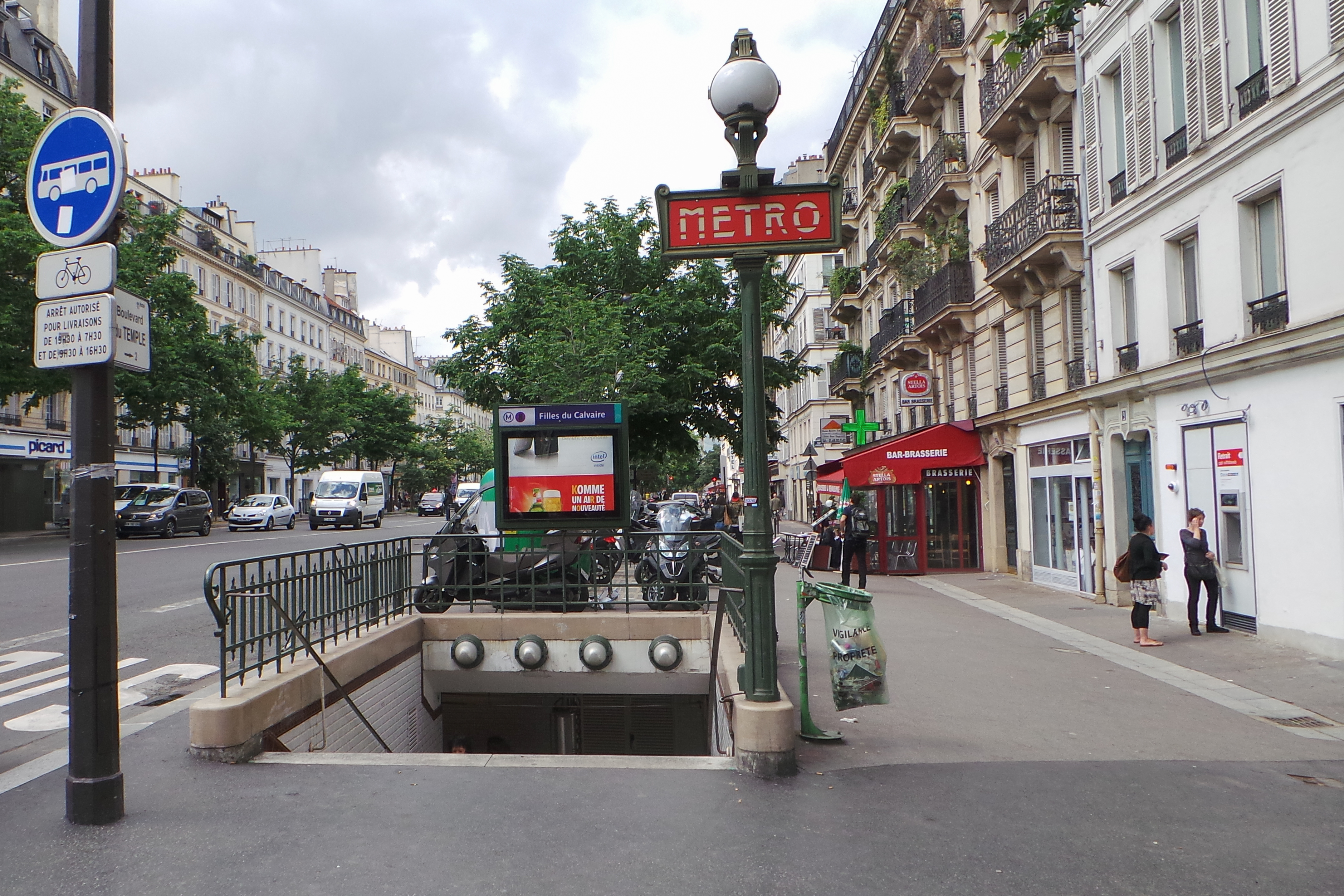
Östlicher Zugang mit Art-déco-Kandelaber

Filles du Calvaire ist eine unterirdische Station der Linie 8 der Pariser Métro am östlichen Rand des Stadtteils Marais.

## Lage
Die Station befindet sich an der Grenze des Quartier des Enfants-Rouges im 3. Arrondissement mit dem Quartier de la Folie-Méricourt im 11. Arrondissement von Paris. Sie liegt längs unter dem Boulevard du Temple.

## Name
Namengebend ist die dort in den Boulevard du Temple mündende Rue des Filles du Calvaire. Sie ist nach dem ehemaligen Kloster des Ordens Bénédictines de Notre-Dame du Calvaire bzw. „Filles du Calvaire“ (dt.: Töchter des Kalvarienbergs) benannt, das Ende des 18. Jahrhunderts geschlossen wurde.

## Geschichte und Beschreibung
Die Station wurde am 5. Mai 1931 in Betrieb genommen, als zu Beginn der Kolonialausstellung im Bois de Vincennes der Abschnitt von Richelieu – Drouot bis Porte de Charenton der Linie 8 eröffnet wurde. Sie weist unter einem elliptischen, weiß gefliesten Deckengewölbe Seitenbahnsteige an zwei parallelen Streckengleisen auf. Um Sieben-Wagen-Züge aufnehmen zu können, wurde sie mit einer Länge von 105 m errichtet. Nördlich der Station schließt zwischen den Streckengleisen eine zweigleisige Abstellanlage an.
Die beiden Zugänge liegen beiderseits des Boulevard du Temple in Höhe der Rue des Filles du Calvaire. Sie sind durch je einen von Adolphe Dervaux im Stil des Art déco entworfenen Kandelaber markiert.

## Fahrzeuge
Während der Kolonialausstellung verkehrten an der Station Sieben-Wagen-Züge der Bauart Sprague-Thomson, später wurden die Zuglängen auf fünf Wagen verkürzt. Von 1975 an kamen MF-67-Züge auf die Linie 8, die ab 1980 durch die Baureihe MF 77 ersetzt wurden.

## Umgebung
In unmittelbarer Nähe befindet sich das Zirkusgebäude Cirque d’hiver.